# يانج شانبنج
يانج شانبنج (بالصينية: 杨善平) (28 أكتوبر 1987 بداليان في الصين - ) هو لاعب كرة قدم صيني في مركز الدفاع. شارك مع منتخب الصين لكرة القدم. أما مع النوادي، فقد لعب مع Liaoning F.C. ‏.

## روابط خارجية
- يانج شانبنج على موقع قاعدة بيانات كرة القدم.إي يو (الإنجليزية)
- يانج شانبنج على موقع ناشيونال فوتبول تيمز (الإنجليزية)
- يانج شانبنج على موقع Soccerway.com (الإنجليزية)
- يانج شانبنج على موقع اللجنة الأولمبية الصينية (الإنجليزية)